# بوردرلند (ویرجینیای غربی)
بوردرلند (به انگلیسی: Borderland) یک منطقهٔ مسکونی در ایالات متحده آمریکا است که در شهرستان مینگو، ویرجینیای غربی واقع شده‌است. بوردرلند ۱۹۹٫۰۴ متر بالاتر از سطح دریا واقع شده‌است.